# China Miéville
China Tom Miéville (ur. 6 września 1972 w Norwich) – brytyjski pisarz fantastyczny i krytyk fantastyki, z wykształcenia antropolog i politolog. Jego utwory, łączone z nurtami New Weird, urban fantasy i steampunk, zawierające też elementy noir, były wielokrotnie nagradzane najważniejszymi nagrodami na polu fantastyki. Laureat m.in. Hugo, Nagrody im. Arthura C. Clarke’a oraz Locusa.
W swoich wypowiedziach określa się mianem socjalisty. Zwolennik marksizmu, działacz trockistowskiej Socialist Workers Party.

## Życiorys
Urodził się w Norwich, ale w jego wczesnym dzieciństwie rodzina przeniosła się do Willesden, dzielnicy w północno-zachodnim Londynie. Rodzice rozstali się niedługo po jego narodzinach, więc, wraz z siostrą, Jemimą, wychowała go matka, Claudia, tłumaczka, pisarka i nauczycielka. Jego imię rodzice, hippisi, wybrali ze słownika. Ze względu na miejsce urodzin matki (Nowy Jork), ma podwójne obywatelstwo – brytyjskie i amerykańskie.
Przed rozpoczęciem studiów, w wieku 18 lat wyjechał na rok do Egiptu, gdzie uczył angielskiego. W latach 1991–1994 studiował antropologię w Clare College na Uniwersytecie w Cambridge. Studia kontynuował na London School of Economics, gdzie zdobył stopień magistra, a następnie, w 2001 roku, doktora w zakresie stosunków międzynarodowych. W trakcie studiów doktoranckich odbył roczne stypendium Franka Knoxa na Uniwersytecie Harvarda. Jego praca doktorska, Between Equal Rights: A Marxist Theory of International Law, została opublikowana zarówno w Wielkiej Brytanii jak i USA.
Wśród ulubionych autorów wymienia Brunona Schulza i Stefana Grabińskiego.

## Twórczość

### Powieści
- King Rat (1998)
- Dworzec Perdido (Perdido Street Station, 2000; nagroda im. Arthura C. Clarke’a, British Fantasy Award)
- Blizna (The Scar, 2002; nagroda Locusa, British Fantasy Award)
- Żelazna Rada (Iron Council, 2004; nagroda im. Arthura C. Clarke’a, nagroda Locusa)
- LonNiedyn(inne języki) (Un Lun Dun, 2007; nagroda Locusa)
- Miasto i miasto (The City & the City, 2009; Hugo, nagroda Locusa, nagroda im. Arthura C. Clarke’a, Nagroda BSFA dla najlepszej powieści, nagroda World Fantasy[4])
- Kraken(inne języki) (Kraken, 2010; nagroda Locusa)
- Ambasadoria(inne języki) (Embassytown, 2011, nagroda Locusa)
- Toromorze(inne języki) (Railsea, 2012, nagroda Locusa)
- This Census-Taker (2016)
- Ostatnie dni Nowego Paryża(inne języki) (The Last Days of New Paris, 2016)
- The Book of Elsewhere (2024, współaut. Keanu Reeves)

### Zbiory opowiadań
- W poszukiwaniu Jake’a  i inne opowiadania  (Looking for Jake, 2005, wyd. pol. 2010)
- The Apology Chapbook (2013)
- Three Moments of an Explosion: Stories (2015)